# Exorista longa
Exorista longa är en tvåvingeart som först beskrevs av Camillo Rondani 1851.  Exorista longa ingår i släktet Exorista och familjen parasitflugor.
Artens utbredningsområde är Kuba. Inga underarter finns listade i Catalogue of Life.